# アメリカデイゴ

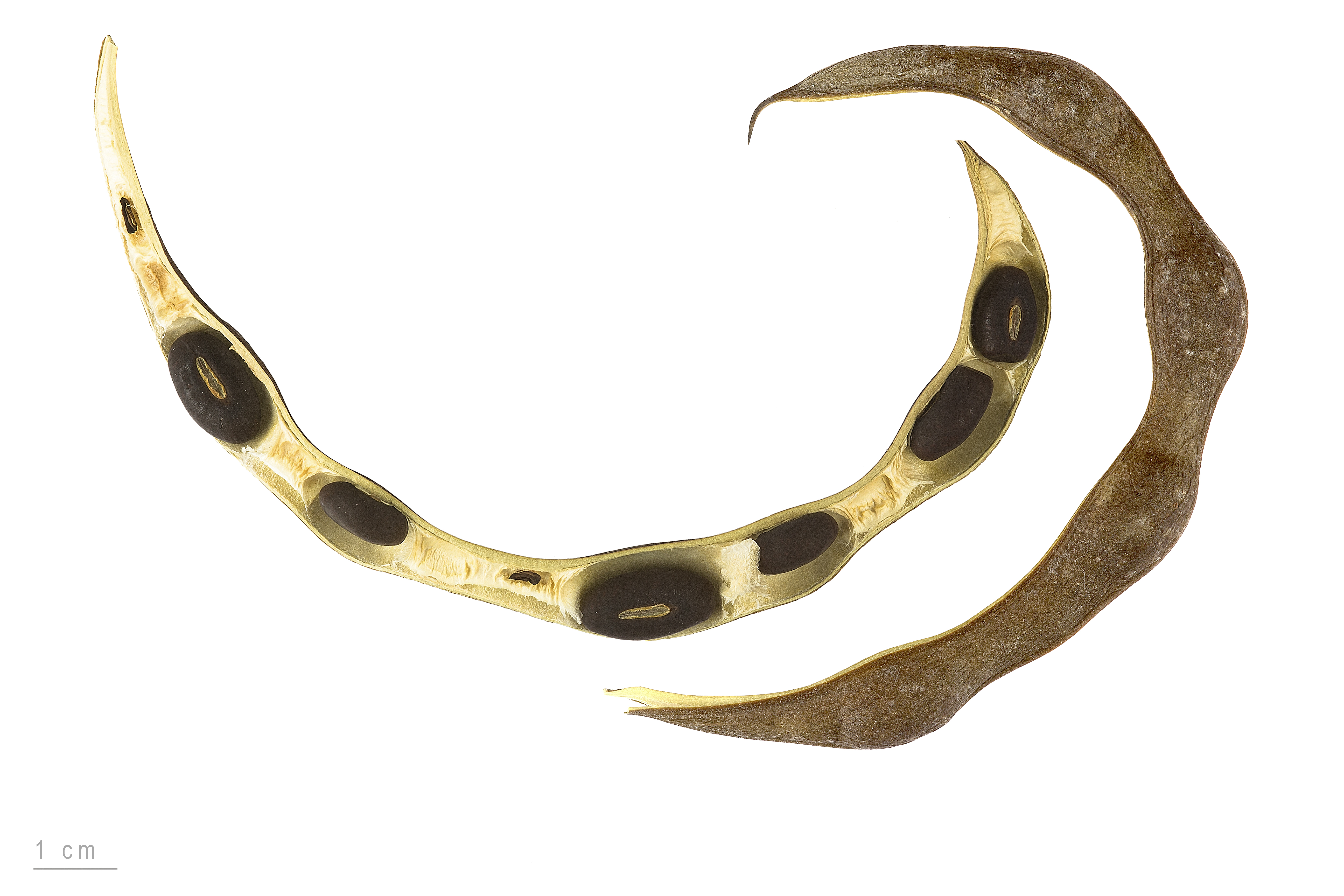
Erythrina crista-galli

アメリカデイゴ（亜米利加梯梧、学名：Erythrina crista-galli）は、マメ科の落葉低木。和名はカイコウズ（海紅豆）。カイコウズの名はあまり使われず、アメリカデイゴと呼ばれることが多い。また、「アメリカデイコ」と「コ」が濁らないこともある。
デイゴは別種で沖縄県の県花。

## 特徴
南アメリカのブラジル原産といわれる。日本には江戸時代に渡来した。落葉広葉樹の低木または小高木。日本では街路樹や庭木として使われる。寒さに弱いため関東以南で栽培可能。葉は葉柄が長い3出複葉で互生する。小葉は卵状楕円形をしている。枝、葉柄、葉脈の主脈には、先の曲がった小さなとげがある。花期は6 - 9月頃で、よく目立つ蝶形の赤い花を下向きに咲かせる。果実は豆果で、莢の長さは10 - 15センチメートル (cm) ほどある。
また、鹿児島県の県木であり、アルゼンチン、ウルグアイの国花である。